# Microtus majori
Espèce
Statut de conservation UICN

 LC  : Préoccupation mineure
Microtus majori est une espèce de rongeurs myomorphes de la famille des Cricetidae.

## Aire de répartition
Ce campagnol est endémique de l'Asie de l'Ouest. Il se rencontre dans les pays suivants : en Arménie, en Azerbaïdjan, en Géorgie, en Iran, en Russie et en Turquie.

## Taxinomie
Cette espèce a été décrite en 1906 par le mammalogiste britannique Oldfield Thomas

## Microtus majoriet l'Homme
Microtus majori est considéré comme de « préoccupation mineure » par l'Union internationale pour la conservation de la nature.